# Župnija Žužemberk
Župnija Žužemberk je rimskokatoliška teritorialna župnija dekanije Žužemberk škofije Novo mesto.
Do 7. aprila 2006, ko je bila ustanovljena škofija Novo mesto, je bila župnija del nadškofije Ljubljana.
V Župniji Žužemberk se nahaja 11 podružničnih cerkva:
- Sv. Miklavž (desni breg Žužemberka)
- Sv. Rok (desni breg Žužemberka)
- Sv. Marija snežna (Budganja vas)
- sv. Miklavž ( Gradenc)
- sv. Martin (Veliko Lipje)
- sv. Primož in Felicijan (Lašče)
- sv. Anton Padovanski (Dvor)
- sv. Pavel (Vinkov vrh)
- sv. Janez Evangelist (Mačkovec pri dvoru)
- sv.Felicijan (trebča vas)
- sv. Marija Magdalena (Reber)

Nekatere cerkve so večje, nekatere manjše v njih so maše po namenu, cerkve se redno obnavljajo ob prizadevanju lokalnega duhovnika.